# Poueyferré
Poueyferré – miejscowość i gmina we Francji, w regionie Oksytania, w departamencie Pireneje Wysokie.
Według danych na rok 1990 gminę zamieszkiwało 675 osób, a gęstość zaludnienia wynosiła 109 osób/km² (wśród 3020 gmin regionu Midi-Pireneje Poueyferré plasuje się na 480. miejscu pod względem liczby ludności, natomiast pod względem powierzchni na miejscu 1393.).